# Amphiodia gyraspis
Amphiodia gyraspis är en ormstjärneart som beskrevs av Hubert Lyman Clark 1915. Amphiodia gyraspis ingår i släktet Amphiodia och familjen trådormstjärnor. Inga underarter finns listade i Catalogue of Life.